# Triplectides griseus
Triplectides griseus är en nattsländeart som först beskrevs av Banks 1924.  Triplectides griseus ingår i släktet Triplectides och familjen långhornssländor. Inga underarter finns listade i Catalogue of Life.